# Zurbaua
Zurbaua – wieś w Rumunii, w okręgu Ilfov, w gminie Dragomirești-Vale. W 2011 roku liczyła 995 mieszkańców.